# Mind Games (album)
1973. november 16-án megjelent John Lennon negyedik szólóalbuma, a Mind Games. Az album megjelenésével kezdődött az a tizennégy hónapos időszak, melynek során Yoko Onótól külön élt; valamint ekkoriban hagyott fel az aktív politizálással, többek között azért, mert Richard Nixont újra az Amerikai Egyesült Államok elnökévé választották. Következésképpen ez a szó szoros értelmében egy Lennon-album (Ono közreműködése nélkül), és visszatérés a normális zenéléshez a politikus Some Time in New York City után. A Mind Games a rajongók és a kritikusok körében is sokkal kedvezőbb fogadtatásra talált; Nagy-Britanniában 6., az USA-ban a 9. helyet érte el, itt aranylemez lett.
Miután 1973 közepén Yoko Ono befejezte Feeling the Space című albumának felvételeit, és néhány hónappal azután, hogy a Dakota-házba költöztek, Lennonnal úgy döntöttek, hogy egy évre különválnak. Vissza akarták szerezni saját egyéniségüket és kíváncsiak voltak arra, hogy házasságuk kiállja-e az idő próbáját. Ez még nyáron történt, amikor Lennon az album dalait írta, és asszisztensük, May Pang közreműködésével (produkciós koordinátor) a New York-i Record Plant Studiosban felvette őket. A "The Plastic U.F.Ono Band" égisze alatt Lennon Jim Keltner dobos, David Spinozza gitáros, a vokálhoz pedig a Something Different segítségét vette igénybe. Ono jóváhagyásával a felvételek idején May Pang Lennon szeretője lett, majd 1973 őszén a férfival Los Angelesbe költözött. Így a tizennyolc hónapos szerelmi viszony alatt kezdetét vette az „elveszett hétvége”.
Néhány dal hangulata szomorú, sőt védekező Onóval szemben ("Aisumasen (I'm Sorry)", "One Day (at a Time)" és a "You are Here"), mások pedig Lennon rock and roll iránti szeretetét mutatják ("Tight A$" és a "Meat City"). Meglepő módon az album producere maga Lennon volt, nem vette igénybe Phil Spector segítségét.
A címadó dal a maga „love is the answer” („a szerelem a válasz”) refrénjével (egyenértékű a „szeretkezz, ne háborúzz” jelszóval) volt az utolsó az emberiség érdekében szóló dalok sorában (a "Give Peace a Chance" és az "Imagine" után). A Mind Games felkerült az USA Top 20-as listájára, és egy maradandó sláger lett. A "Bring on the Lucie (Freda People)" és az "Only People" volt Lennon összes politikai megnyilvánulása az albumon; ezeket követte a három másodperces "Nutopian International Anthem" – ami jelképesen néma. Mielőtt nyilvánosságra hozták volna különválásukat, Lennon és Ono bejelentette Nutopia megalakulását: egy határok nélküli országét, ahol mindig béke van, és amelynek nagykövetsége a '1 White Street, New York, N.Y.'.
A záró dal, a "Meat City" tartalmazza Lennon egyik közkedvelt átkozódását („Fuck a pig!”) felgyorsítva és visszafelé lejátszva; mivel a dal a "Mind Games" kislemez B-oldala volt, ez a kiszólás felfogható úgy is, hogy „Vedd meg a lemezt!”.
Az album borítója – amit maga Lennon tervezett – sokak szerint Lennon Onótól való eltávolodását és az asszony hatalmas befolyását jelképezi.
Az albumot vegyes stílusának, kellemes és egyáltalán nem provokatív természetének hatására nem tartják annyira élettel telinek, mint Lennon más albumait (például a John Lennon/Plastic Ono Band vagy az Imagine), és emiatt gyakran átsiklanak felette. Akárhogy is, a Lennon rajongóknak ez az album mindig sláger marad.
2002-ben Yoko Ono felügyeletével újrakeverték az albumot, és három addig kiadatlan otthoni demófelvételt is rátettek: "Aisumasen (I'm Sorry) (home version)", "Bring on the Lucie (Freda Peeple) (home version)", "Meat City (home version)".

## Az album dalai
Minden dalt John Lennon írt, kivéve, ahol jelölve van.
1. "Mind Games" – 4:13
2. "Tight A$" – 3:37
3. "Aisumasen (I'm Sorry)" – 4:44
4. "One Day (at a Time)" – 3:09
5. "Bring on the Lucie (Freda People)" – 4:12
6. "Nutopian International Anthem" (John Lennon – Yoko Ono) – 0:03
  - Ez Lennon és Ono himnusza Nutopia országának, ami jelképesen néma.
7. "Intuition" – 3:08
8. "Out the Blue" – 3:23
9. "Only People" – 3:23
10. "I Know (I Know)" – 3:49
11. "You are Here" – 4:08
12. "Meat City" – 2:45